# مجعدة الدردار
مُجَعَّدّة أو تَفْرِينَة الدَّرْدَار وصم يصيب أوراق الدردار فيسبب يباسها. مظهره الخارجي بقع مستديرة خضراء ثم طحلاء فسمراء تركب النصل فتجعده وتميته.